# Три-Кладенци
Три-Кладенци (болг. Три кладенци) — село в Болгарии. Находится в Врачанской области, входит в общину Враца. Население составляет 827 человек.

## Политическая ситуация
В местном кметстве Три-Кладенци, в состав которого входит Три-Кладенци, должность кмета (старосты) исполняет Румяна  Цекова Божинова (ВМРО — Болгарское национальное движение) по результатам выборов правления кметства.
Кмет (мэр) общины Враца — Тотю Младенов Младенов (Граждане за европейское развитие Болгарии (ГЕРБ)) по результатам выборов в правление общины.